# Hellboy II. – Az aranyhadsereg
A Hellboy II. – Az aranyhadsereg (eredeti cím: Hellboy II: The Golden Army) 2008-ban bemutatott amerikai szuperhősfilm, amely a Mike Mignola által megalkotott Pokolfajzat kitalált karakterén alapul. A film a saját és Mignola története alapján Guillermo del Toro írt és rendezett. A 2004-es Pokolfajzat című film folytatása, amelyet szintén del Toro rendezett. Ron Perlman ismét főszerepet játszik, mint a címszereplő. A Hellboy II. – Az aranyhadsereg a Universal Pictures forgalmazásában jelent meg.
A film több mint 168 millió dolláros bevételt hozott, 82,5-85 millió dolláros gyártási költségvetéssel szemben. A film pozitív kritikákat kapott a kritikusoktól, akik dicsérték a film fantasy hangulatát, valamint Perlman és a többi szereplő színészi alakítását. A film Oscar-jelölést kapott a legjobb smink kategóriában.

## Rövid történet
Az alvilág zsarnok uralkodója az elpusztíthatatlan aranyhadsereggel akarja leigázni a világot, amit csak Hellboy akadályozhat meg.

## Szereplők
| Szerep                                        | Színész         | Magyar hang       |
| --------------------------------------------- | --------------- | ----------------- |
| Hellboy (Piros)                               | Ron Perlman     | Bognár Tamás      |
| Liz Sherman                                   | Selma Blair     | Nemes Takách Kata |
| Abe Sapien (Kék) / Halál angyal / Kincstárnok | Doug Jones      | Seder Gábor       |
| Nuada herceg                                  | Luke Goss       | Miller Zoltán     |
| Nuala hercegnő                                | Anna Walton     | Ruttkay Laura     |
| Tom Manning                                   | Jeffrey Tambor  | Forgács Gábor     |
| Trevor `Broom` Bruttenholm professzor         | John Hurt       | Versényi László   |
| Johann Krauss (hangja)                        | Seth MacFarlane | Kassai Károly     |
| Steel ügynök                                  | Kamarás Iván    | saját hangján     |
| Kövér trehány alak                            | Elek Ferenc     | saját hangján     |
| Múmiaárus                                     | Pásztor Pálma   | saját hangján     |
| Hölgy a kutyával                              | Viktor Judit    | saját hangján     |
| Nő a csecsemővel                              | Oroszlán Szonja | saját hangján     |
| Steward                                       | Horkay Péter    | saját hangján     |

## Számlista
Az összes szám szerzője Danny Elfman.
| #   | Cím                 | Hossz |
| --- | ------------------- | ----- |
| 1.  | Introduction        | 3:37  |
| 2.  | Hellboy II Titles   | 1:18  |
| 3.  | Training            | 1:49  |
| 4.  | The Auction House   | 2:27  |
| 5.  | Hallway Cruise      | 1:35  |
| 6.  | Where Faires Dwell  | 4:16  |
| 7.  | Teleplasty          | 1:21  |
| 8.  | Mein Herring        | 1:05  |
| 9.  | Father and Son      | 6:01  |
| 10. | A Link              | 1:29  |
| 11. | A Troll Market      | 1:21  |
| 12. | Market Troubles     | 3:40  |
| 13. | A Big Decision      | 1:09  |
| 14. | The Last Elemental  | 4:11  |
| 15. | The Spear           | 1:47  |
| 16. | A Dilemma           | 2:55  |
| 17. | Doorway             | 3:35  |
| 18. | A Choice            | 3:57  |
| 19. | In the Army Chamber | 5:46  |
| 20. | Finale              | 6:06  |

## Fordítás
- Ez a szócikk részben vagy egészben  a   Hellboy II: The Golden Army című angol Wikipédia-szócikk fordításán alapul.  Az eredeti cikk szerkesztőit annak laptörténete sorolja fel. Ez a jelzés csupán a megfogalmazás eredetét és a szerzői jogokat jelzi, nem szolgál a cikkben szereplő információk forrásmegjelöléseként.